# Schistochila undulatifolia
Espèce
Statut de conservation UICN

 CR B1+2c : 
En danger critique
Schistochila undulatifolia est une espèce de plantes de la famille des Schistochilaceae.

## Publication originale
- Annales Botanici Fennici 23: 8. f. 4: a–d. 1986.